# Nilobezzia bakeri
Nilobezzia bakeri är en tvåvingeart som först beskrevs av Jean-Jacques Kieffer 1921.
Nilobezzia bakeri ingår i släktet Nilobezzia och familjen svidknott. Artens utbredningsområde är Filippinerna. Inga underarter finns listade i Catalogue of Life.